# تیوپلی کلیوچ (باشقیرستان)
تیوپلی کلیوچ (انگلیسی: Tyoply Klyuch, Republic of Bashkortostan) یک شهرک در شهرستان کیگینسکی استان باشقیرستان کشور روسیه است.